# آکرومیوپلاستی
آکرومیوپلاستی یک آرتروسکپی و عمل جراحی در ناحیه زائده سرشانه‌ای یا همان آکرومیون است.
به طور کلی، این عمل به معنی برداشتن تکه کوچکی از سطح استخوان (زائده سرشانه‌ای) است که در تماس با زردپی (تاندون) است و در اثر اصطکاک باعث آسیب به زردپی می‌شود.